# This Is Where It Ends
Albums de All Shall Perish
Awaken The Dreamers
(2008)
This Is Where It Ends est le quatrième album studio du groupe de Deathcore américain All Shall Perish qui sortira le 26 juin 2011 aux États-Unis et le 29 juin 2011 en Europe sous le label Nuclear Blast Records.

## Musiciens
- Hernan Hermida – Chant
- Francesco Artusato – Guitare
- Ben Orum – Guitare
- Mike Tiner – Basse
- Adam Pierce – Batterie

## Pistes de l'album
1. Divine Illusion - 3:21
2. There Is Nothing Left - 3:22
3. Procession of Ashes - 4:36
4. A Pure Evil - 5:12
5. Embrace the Curse - 2:57
6. Spineless - 3:57
7. The Past Will Haunt Us Both - 6:04
8. Royalty into Exile - 4:24
9. My Retaliation - 3:23
10. Rebirth - 5:30
11. The Death Plague - 3:02
12. In This Life of Pain - 7:33
13. Nobleza En Exilio (bonus track) - 4:23